# 金融危机
金融危機，又称金融风暴。是指一个国家或几个国家与地区的全部或大部分金融指标（如：短期利率、货币资产、证券、房地产、土地价格、商业破产数和金融机构倒闭数）的急剧、短暂和超周期的恶化。 常常随之而来的信用紧缩，是一种货币需求快速增长大于货币供给的状况。在几十年前金融危机基本上等同于擠兌，现在则多以货币危机形式出现。股市暴跌有时也是一种金融危机。很多学者提出很多理论来论证金融危机產生的原因，但至目前还没有取得共識。
其特征是人们基于经济未来将更加悲观的预期，整个区域内货币币值出现幅度较大的贬值，经济总量与经济规模出现较大的损失，经济增长受到打击。往往伴随着企业大量倒闭，失业率提高，社会普遍的经济萧条，国家破产， 甚至有些时候伴随着社会动荡或国家政治层面的动荡。
金融危机可以分为货币危机、债务危机、银行危机等类型。近年来的金融危机越来越呈现出某种混合形式的危机。 
泰国的金融危机事发于股票市场和外汇市场的动乱。首先是外汇市场的美元收缩冲击，使得泰铢在很短的时间内大幅度贬值，进一步影响了泰国的股票市场和金融体系，东南亚的金融市场是一荣俱荣，一损俱损的捆绑经济，而且各国的货币不统一，在国际化的金融市场上美元最终成为交易单位。间接的为金融危机的爆发创造了助动力。 
所以，东南亚金融危机的爆发来自于外汇市场的冲击，货币危机又成了金融危机的附属。

## 历史
历史上的经济危机：
- 三大經濟泡沫：1720年南海泡沫事件、密西西比公司及1637年的鬱金香狂熱
- 1792年美国金融危机：美国第一场金融危机
- 1825年英国股市恐慌
- 1857年危机：第一场全球化的金融危机
- 1907年危机：美联储因此而建立
- 1910年前後上海橡皮股票風潮
- 1921年上海民十信交風潮
- 1929年經濟大萧条
- 1973年石油危机
- 1987年美国股灾
- 1997年亚洲金融风暴
- 2007年次级房贷风暴
- 2008年环球股灾
- 2007年–2008年環球金融危機（金融海嘯）
- 2009年年底-2010 歐洲主權債務危機
- 2019年新冠肺炎
- 2020年國際金融恐慌
- 2022年俄羅斯入侵烏克蘭的經濟影響

对20世纪金融危机的一个短短的列表：
- 1910年：上海橡胶股市危机
- 80年代：拉丁美洲經濟危機，始于墨西哥
- 1989年-1991年：储蓄和贷款危机
- 90年代：日本泡沫經濟，日本资产价格泡沫崩溃
- 1992年-1993年：欧洲汇率制的黑色星期三
- 1994年-1995年：墨西哥1994年经济危机：投机性攻击和债务拖欠
- 1997年-1998年：亚洲金融危机：投机性攻击、货币贬值和金融危机
- 1998年：1998年俄罗斯金融危机：卢布贬值和俄罗斯违约债务
- 2001年-2002年：阿根廷经济危机：银行系统崩溃
- 2007年至今：全球金融危机和蔓延在欧洲和美国的次贷危机
- 2018年至今：中美貿易戰
- 2023年3月-4月：2023年銀行危機：美國一週內銀門銀行（Silvergate）、矽谷銀行（SVB）、签名银行（Signature Bank）三家主要銀行關閉，歐洲瑞銀集團收購瑞士信貸集團

## 外部連結
- 《造就现代金融的5场危机》（经济学人）